# Hr. Ms. Witte de With (1928)
Lo Hr. Ms. Witte de With fu un cacciatorpediniere della Koninklijke Marine olandese, entrato in servizio nel febbraio 1929 come parte della classe Admiralen.
Attivo durante la seconda guerra mondiale, il cacciatorpediniere prestò servizio sul fronte del Pacifico combattendo durante la campagna delle Indie orientali olandesi; dopo aver preso parte alla battaglia del Mare di Giava, il 1º marzo 1942 fu gravemente danneggiato da un attacco aereo giapponese nel porto di Surabaya, venendo quindi autoaffondato dagli stessi olandesi il giorno dopo per prevenirne la cattura da parte del nemico.

## Storia

### Periodo interbellico

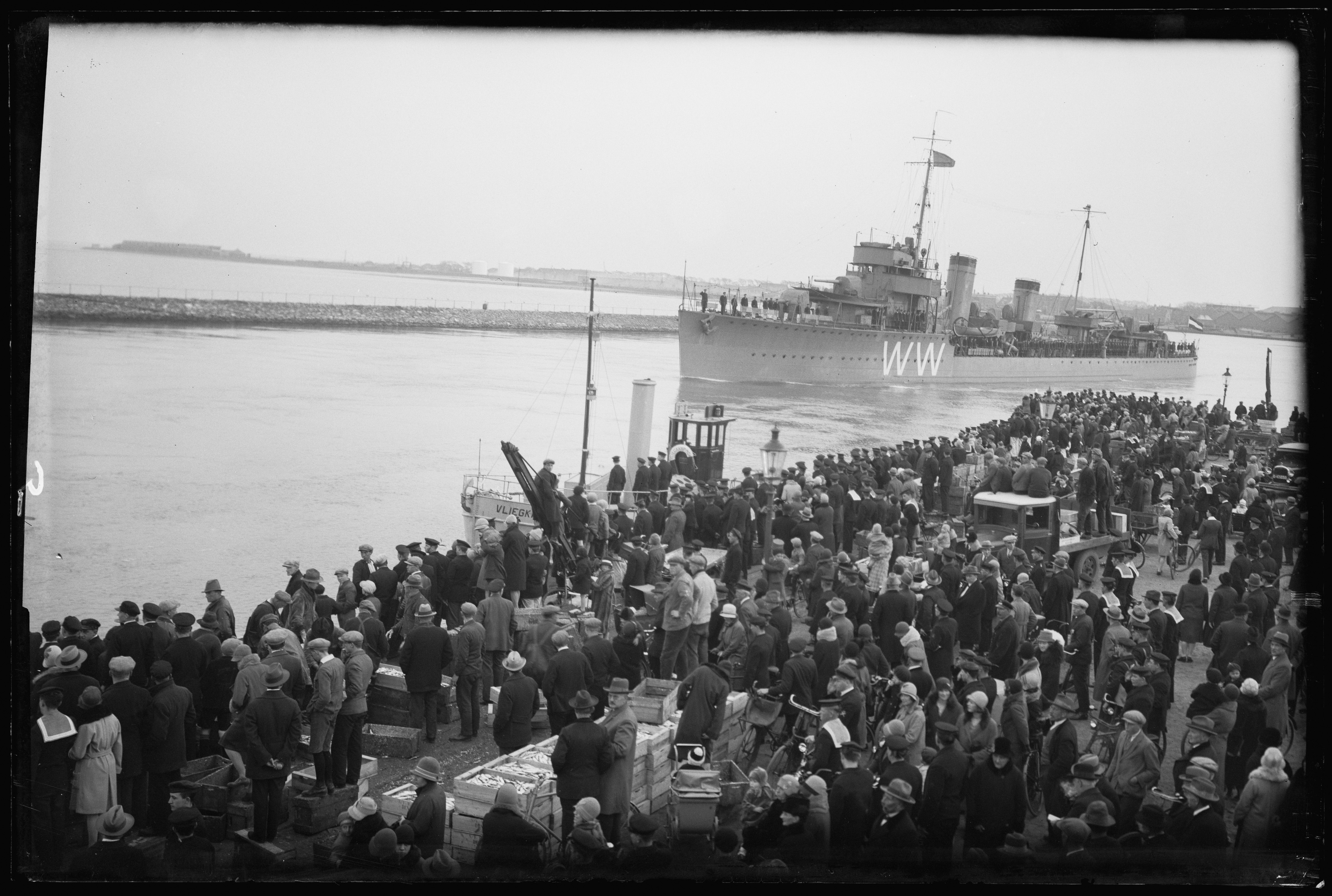
Il Witte de With lascia il porto di Den Helder in una foto del 1930

Impostata nei cantieri della Wilton-Fijenoord di Schiedam il 28 maggio 1927, la nave venne varata l'11 settembre 1928 con il nome di Hr. Ms. Witte de With in onore di Witte Corneliszoon de With, ammiraglio olandese del XVII secolo; la nave entrò poi ufficialmente in servizio il 20 febbraio 1929.
Come tutte le altre unità della sua classe, anche il Witte de With fu destinato al presidio dei possedimenti coloniali dei Paesi Bassi, in particolare con riguardo alla vasta colonia delle Indie orientali olandesi dove la nave fu trasferita all'inizio degli anni 1930. Oltre che svolgere manovre di addestramento e di pattugliamento, durante il periodo interbellico la nave fu impegnata anche in visite diplomatiche presso altri porti della regione: il 16 novembre 1935 il Witte de With, il suo gemello Hr. Ms. Van Galen e l'incrociatore leggero Hr.Ms. Sumatra visitarono il porto di Saigon nell'Indocina francese, mentre il 13 novembre 1936 il Witte de With e i cacciatorpediniere Hr. Ms. Evertsen e Hr. Ms. Piet Hein scortarono gli incrociatori Sumatra e Hr. Ms. Java in una visita al porto di Singapore nella Malesia britannica per poi compiere manovre di addestramento nel Mar Cinese Meridionale

### La seconda guerra mondiale
Il Witte de With rimase dislocato nelle Indie orientali anche dopo l'avvio dell'invasione tedesca dei Paesi Bassi nel maggio 1940, fatto che trascinò il paese nella seconda guerra mondiale. La situazione bellica nelle Indie olandesi rimase priva di eventi di rilievo fino al dicembre 1941, quando l'Impero giapponese dichiarò guerra a Stati Uniti d'America, Regno Unito e Paesi Bassi avviando contestualmente le prime mosse per invadere i possedimenti olandesi nel Sud-est asiatico; il Witte de With fu quindi integrato nelle forze navali del neo-costituito comando interalleato dell'American-British-Dutch-Australian Command (ABDA Command), ma non fu inizialmente coinvolto in eventi bellici di rilievo.

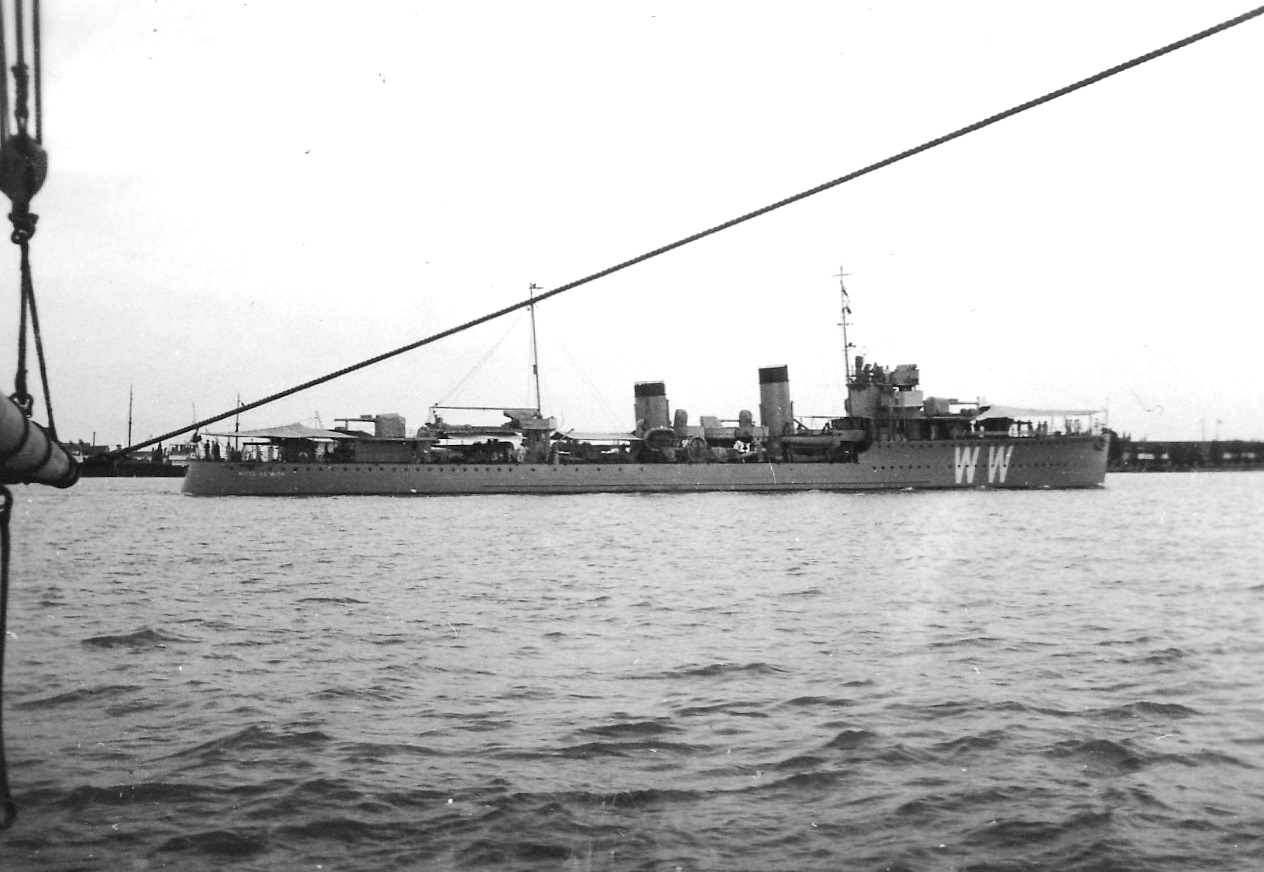
Il Witte de With fotografato nel 1935 alla fonda in un porto delle Indie orientali olandesi

Con le forze giapponesi che convergevano in massa sul caposaldo centrale delle Indie olandesi, l'isola di Giava, la sera del 26 febbraio 1942 le forze navali dell'ABDA Command, al comando del schout-bij-nacht (retroammiraglio) olandese Karel Doorman, salparono da Surabaya e Batavia per tentare di intercettare la forza di invasione giapponese segnalata in navigazione nel Mar di Giava; nel corso del 27 febbraio le navi alleate si scontrarono quindi con i giapponesi nella battaglia del Mare di Giava, subendo una pesante disfatta. Il Witte de With e il gemello Hr. Ms. Kortenaer guidarono la linea di fila delle unità alleate uscite da Surabaya, anche se nel pomeriggio del 27 febbraio i due cacciatorpediniere presero posizione sul fianco della linea degli incrociatori di Doorman; dopo l'avvistamento delle navi giapponesi alle 16:15, l'unità partecipò quindi al cannoneggiamento a lunga distanza tra le opposte formazioni.
Dopo un inteso scambio di colpi alla lunga distanza con le navi giapponesi, alle 17:08 l'incrociatore britannico HMS Exeter fu colpito nella sala macchine, iniziando a perdere rapidamente di velocità; alle 17:40 Doorman ordinò all'incrociatore di sganciarsi dallo scontro e rientrare a Surabaya, assegnandogli il Witte de With come scorta. Durante il ripiegamento, alle 17:45 le due unità scambiarono nuovamente colpi d'artiglieria con un cacciatorpediniere giapponese dalla distanza di più di 9 chilometri; il Witte de With fu raggiunto da un colpo nemico, anche se l'unio danno che accusò fu la distruzione del suo albero. Intorno alle 20:00 il Witte de With e lo Exeter giunsero all'imboccatura dei campi minati difensivi di Surabaya, facendo quindi il loro ingresso nel porto senza aver subito altri danni.
Mentre era alla fonda a Surabaya, il 1º marzo il Witte de With fu fatto oggetto di un attacco aereo da parte di velivoli giapponesi: una bomba colpì in pieno il castello di prua, causando danni gravissimi e immobilizzando l'unità. Con i giapponesi ormai sbarcati su Giava e in marcia verso la stessa Surabaya, le unità navali dell'ABDA Command ricevettero l'ordine di sgombrare il porto e fuggire; impossibilitato a muovere, lo scafo del Witte de With fu quindi autoaffondato dagli stessi olandesi il 2 marzo poco prima che la città cadesse in mano ai giapponesi, unitamente ai cacciatorpediniere Hr. Ms. Banckert e USS Stewart del pari immobilizzati.